# 니콜린 사우에르브레이
로터 니콜린 사우에르브레이(네덜란드어: Lotte Nicolien Sauerbreij, 1979년 7월 31일~)는 네덜란드의 스노보드 선수로 주 종목은 평행대회전이다. 2010년 동계 올림픽 여자 스노보드 평행대회전에서 금메달을 획득하면서 네덜란드 최초로 빙상 이외의 종목에서 동계 올림픽 금메달을 획득한 선수가 되었다.